# Teroristický útok na Turkish Aerospace Industries
Dne 23. října 2024 bylo sedm lidí zabito a 22 lidí bylo zraněno při ozbrojeném útoku na hlavní sídlo Turkish Aerospace Industries (TAI) v Kahramankazanu v Ankaře v Turecku. Dva útočníci byli později zabiti. K útoku se přihlásila Strana kurdských pracujících (PKK). Útok byl široce odsouzen a tureckými představiteli označen za teroristický čin. V odvetu provedla turecká armáda nálety na pozice v Iráku a Sýrii, které podle Syrských demokratických sil zabily nejméně 12 civilistů a dalších 25 zranily.

## Pozadí
TAI je jednou z hlavních tureckých společností specializujících se na výrobu v oblastech obrany a letectví. Mezi její projekty patří TAI TF Kaan, první turecký stíhací letoun domácí výroby. K incidentu došlo v době, kdy se v Istanbulu konal velký veletrh obranného a leteckého průmyslu, který týden předtím navštívil ukrajinský ministr zahraničí Andrij Sybiha.
K útoku došlo den poté, co vůdce Nacionálně činné strany Devlet Bahçeli, který je spojencem prezidenta Recepa Tayyipa Erdoğana, navrhl, že by Abdullah Öcalan, vězněný vůdce Strany kurdských pracujících (PKK), mohl dostat podmínečné propuštění, pokud by souhlasil, že přestane používat násilí a rozpustí svou skupinu.

## Útok
Útok, probíhající dne 23. října 2024 v přibližně 15:26 (TRT), se shodoval se změnou směny přibližně 7 500 zaměstnanců ve Středisku pro vesmírné systémy, integraci a testování v sídle Turkish Aerospace Industries v Kahramankazanu v Ankaře v Turecku.
Dva útočníci přijeli taxíkem, poté vedle něj odpálili výbušninu, vystřelili z automatických pušek a vstoupili do komplexu. Na místě později vypukl rozsáhlý požár. V samostatném videu ověřeném CNN záběry kamerového systému ukazují, jak útočníci v civilu nesou batoh a drží útočnou pušku. Zaměstnanci byli evakuováni do krytů a na místo byli vysláni hasiči a lékařské týmy. Střety byly hlášeny také na nedalekém parkovišti. Útočnice se odpálila poté, co byla zraněna při přestřelce u vchodu do areálu, a útočník se odpálil na toaletě poté, co byl obklíčen bezpečnostními silami a házel na ně ruční granáty.
Při útoku bylo zabito nejméně sedm lidí včetně dvou útočníků a řidiče taxíku, kterým jeli, o kterém se předpokládá, že byl zabit poté, co útočníci nastoupili do jeho vozidla. Jeho tělo pak ukryli v kufru auta. Zbývající čtyři oběti byli zaměstnanci TAI. Dalších 22 bylo zraněno, jeden těžce. Bylo zraněno sedm policistů přidělených k odpovídající taktické jednotce.

### Pachatelé

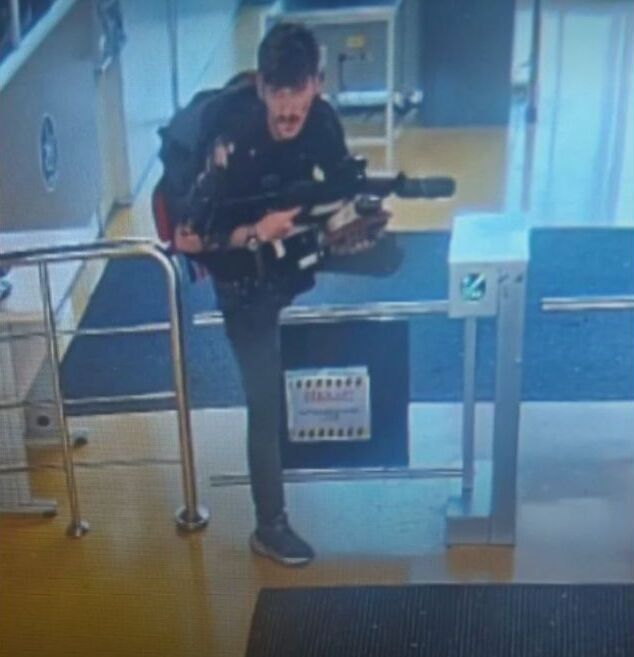
Fotografie Öreka během útoku

Podle turecké vlády byli pachateli útoku členové PKK, skupiny označené Tureckem, Evropskou unií a Spojenými státy americkými za teroristickou organizaci. Mužský pachatel byl identifikován jako Ali Örek, který měl kódové jméno „Rojger“ a narodil se v roce 1992 v Beytüşşebapu v provincii Şırnak. Pachatelka byla identifikována jako Mine Sevjin Alçiçek. Při útoku byly použity kompaktní útočné pušky AKS-74U s optikou, o které je známo, že ji často používá PKK.
PKK se přihlásila k odpovědnosti za útok o dva dny později dne 25. října 2024 a uvedla, že útočníci byli členy jejího nesmrtelného praporu. Skupina však uvedla, že útok byl naplánován ještě před nabídkou Devleta Bahçelie na podmínečné propuštění, kterou učinil Abdullahu Öcalanovi, a uvedla, že TAI byla terčem pro svou roli při výrobě zbraní, které byly použity při útocích v kurdských oblastech.

## Následky

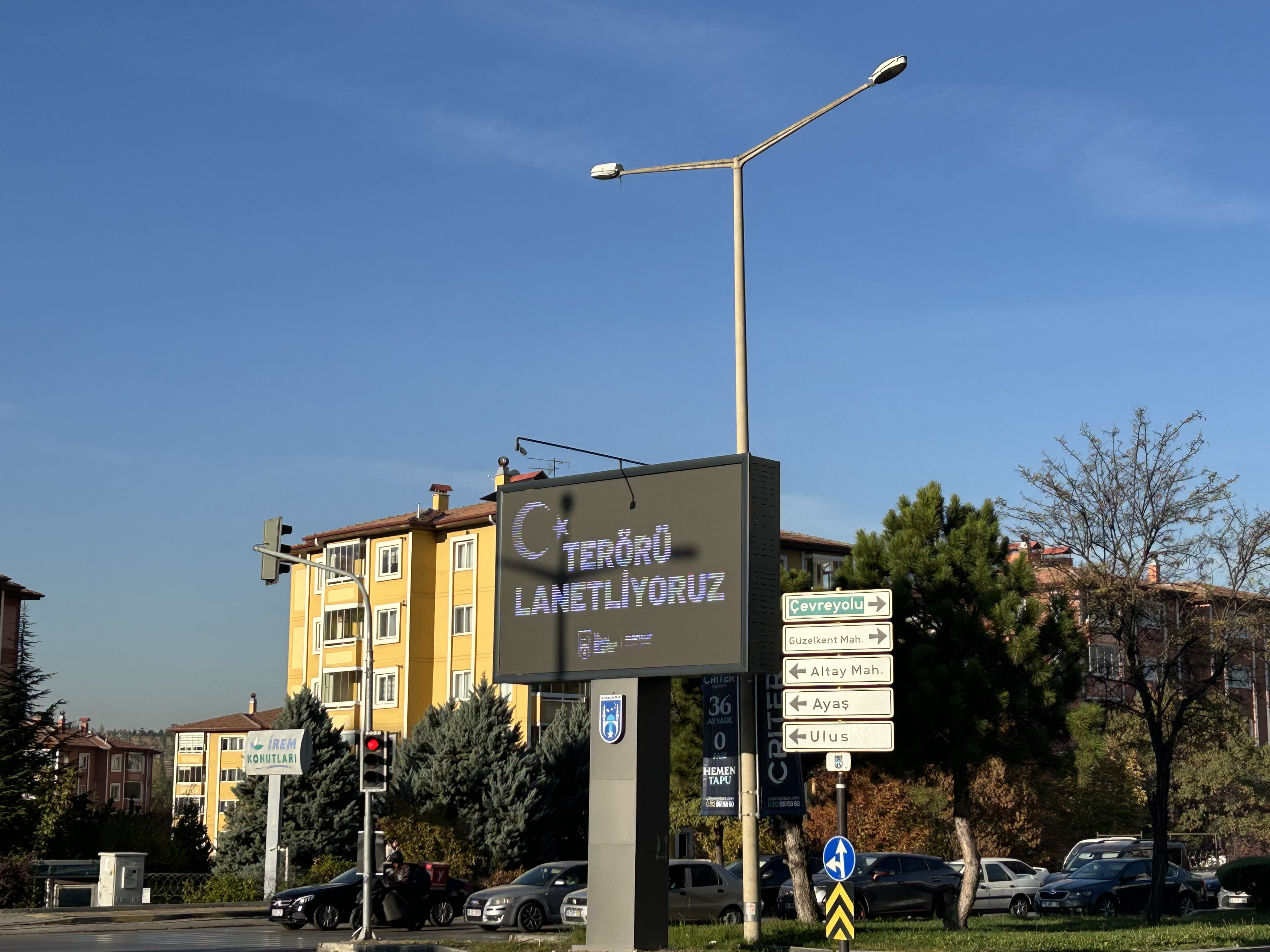
Digitální billboard v metropolitní samosprávě Ankary po útoku, který znamená „Odsuzujeme terorismus“

Ebubekir Şahin, předseda Nejvyšší rady pro rozhlas a televizi (RTÜK), oznámil, že na téma útoku byl uvalen zákaz vysílání. Navíc byla platformám sociálních médií omezena šířka pásma a byl omezen přístup k platformám jako X, Instagram, Facebook a Youtube.
V reakci na útok zahájila turecká armáda údery na 47 pozic kurdských povstalců, včetně 29 v severním Iráku a 18 v severní Sýrii. Den po útocích Syrské demokratické síly obvinily Turecko ze zahájení „nové vlny“ útoků, které zabily 12 civilistů a zranily 25 dalších a zasáhly dvě vlaková nádraží a ropnou rafinerii v Ál-Málikíjá a Kámišlí. Mezitím Kámirán Hassan, starosta okresu Mawat v provincii Sulejmánie v iráckém Kurdistánu, řekl, že hora Asos byla dvakrát terčem tureckých náletů. V reakci na údery Syrské demokratické síly, jimž dominují Lidové obranné jednotky (YPG), o nichž Turecko tvrdí, že jsou odnoží PKK, uvedly, že zahájily vnitřní vyšetřování a popřely, že by se jakkoli podílely na počátečním útok.
Podle Syrské observatoře pro lidská práva bylo k 26. říjnu 2024 od 23. října 2024 zabito 17 syrských civilistů při útocích tureckých dronů.
Po útoku byly v sídle TAI a na hlavních istanbulských letištích zavedeny zvýšené bezpečnostní kontroly. Pohřby některých obětí se konaly 24. října.

## Reakce
Ministr vnitra Ali Yerlikaya označil incident za „teroristický útok“ a řekl: „Bohužel máme mučedníky a zraněné.“ Starosta Ankary Mansur Yavaş v prohlášení uvedl, že je touto zprávou „hluboce zarmoucen“. Ministr spravedlnosti Yılmaz Tunç oznámil, že hlavní státní zastupitelství v Ankaře zahájilo „soudní vyšetřování“ incidentu. Útok rovněž odsoudil viceprezident Cevdet Yılmaz, který řekl, že útok byl zaměřen proti „úspěchu Turecka v obranném průmyslu“, stejně jako ministr dopravy Abdulkadir Uraloğlu a vůdce Republikánské lidové strany a současný vůdce opozice Özgür Özel. Generální manažer TAI Mehmet Demiroğlu přerušil svou účast na veletrhu obrany, aby se mohl věnovat situaci v sídle společnosti. Prezident Recep Tayyip Erdoğan útok odsoudil během setkání s ruským prezidentem Vladimirem Putinem na 16. summitu BRICS v Rusku. Putin také vyjádřil soustrast.
Prokurdská Strana zelené levice (DEM) útok odsoudila a poznamenala, že k němu došlo „právě když turecká společnost mluvila o řešení a možnosti dialogu“, s odkazem na nabídku Devleta Bahçeliho na podmínečné propuštění vůdce PKK Abdullaha Öcalana předchozího dne.
Mark Rutte, generální tajemník NATO, vyjádřil po útoku solidaritu s Tureckem. Odsouzení vyjádřilo také Alžírsko, Bangladéš, Írán, Irák, Libanon, Maledivy, Pákistán, Evropská unie a Spojené státy americké.